# Ľadový štít
Der Ľadový štít (deutsch Eistaler Spitze, ungarisch Jég-völgyi-csúcs, polnisch Lodowy Szczyt) ist der vierthöchste Berg der Hohen Tatra und der Slowakei. Er ist 2627 m n.m. hoch.

## Geographie
Der mächtige Gipfel im Ostteil des Hauptgrats der Hohen Tatra wird von der Malý Ľadový štít (2602 m n.m.; deutsch Markasitturm) im Südwesten durch die Scharte Ľadová štrbina und von der Zadný Ľadový štít (2507 m n.m.; deutsch Eistaler Schulter) im Nordosten durch den Sattel Ľadová priehyba (deutsch: Eistaler Hochjoch) getrennt. Nach Westen streckt sich der relativ lange Berggrat Suchý hrebeň (deutsch Dürrer Grat). Die angrenzenden Täler sind Zadná Javorová dolina (deutsch Hinteres Ahorntal) im Südwesten und Suchá dolina im Nordwesten (deutsch Dürres Tal) im Talsystem der Javorová dolina (deutsch Ahorntal) sowie Malá Studená dolina (deutsch Kleines Kohlbachtal) im Osten.

## Name

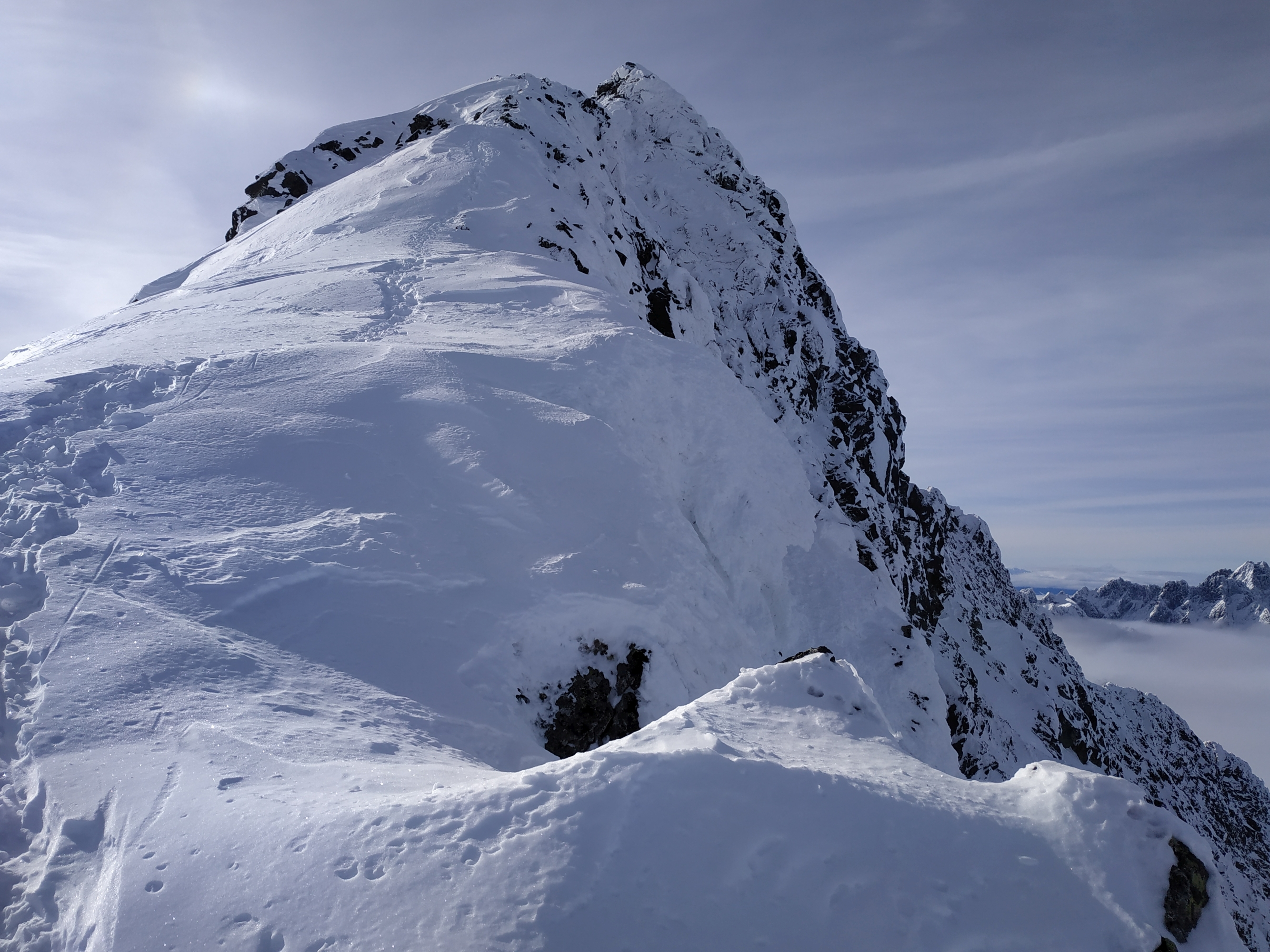
Gipfelbereich im Winter

Der erste bekannte Name von Ľadový štít ist Gans (deutsch) beziehungsweise Mons Anserinus (lateinisch) in einer Skizze der Hohen Tatra von Georg Buchholtz d. J. aus dem Jahr 1717. Hier wächst die Kriech-Nelkenwurz (Sieversia reptans), die wegen großer Ähnlichkeit für das Gänsefingerkraut (Potentilla anserina), auf Zipserdeutsch Ganserich oder Gänserich genannt, gehalten wurde. Neben den Namen Gänserich oder Gans erschienen noch im 18. Jahrhundert die ungarischen Namensformen Gunár und Lúd mit gleichen Bedeutungen. Der französische Naturwissenschaftler Belsazar Hacquet verzeichnet bei seinem Besuch der Tatra im Jahr 1793 den Namen Wielki Kolba, der nach dem zeitgenössischen deutschen Namen für die Malá Studená dolina, Kolbachtal, gebildet wurde und den Raubschützen aus Jurgów nutzten.
In älteren Legenden der Goldgräber ist der Ľadový štít ein Ort für Schätze, die unweit des nicht näher lokalisierten Sees Zabigazer verborgen werden sollten. Der Weg wurde durch sieben Riegel des Bergs versperrt, daher hieß er in diesem Zusammenhang Siebenriegel-Berg, auf Ungarisch Hétretesz hegy.
Nach der Lage oberhalb des Sees Čierne Javorové pleso (deutsch Schwarzer See) hieß die Spitze in einem Werk des Zipser Historikers Christian Genersich aus dem Jahr 1807 Schwarzenseethurm, selten ungarisch Feketetó-torony. Ebenfalls nutzte er den Namen Eisthalturm, der sich vom Namen des Gebirgskessels Ľadová dolinka (deutsch Eistal) ableitet. Später wurde daraus die Eistaler Spitze und gleichbedeutend ungarisch Jég-völgyi-csúcs. Die slowakischen und polnischen Namen bedeuten wörtlich Eisspitze.

## Geschichte
Wegen der dominanten Lage vom Norden her wurde der Ľadový štít in der Vergangenheit vom Volk im polnischen Podhale für den höchsten Tatraberg gehalten und stand in diesem Sinne in Konkurrenz zum Kriváň in der Liptau sowie dem Lomnický štít (deutsch Lomnitzer Spitze) in der Zips. Diese Sichtweise nahm auch der schwedische Botaniker Göran Wahlenberg an, als er 1813 nach der Besteigung des Lomnický štít die Höhe umliegender Berg mit einem Lineal verglich.
Es ist möglich, dass vor dem Aufkommen des Tourismus in der Hohen Tatra Gämsenjäger auf dem Gipfel standen, der erste bekannte Aufstiegsversuch stammt aber erst aus dem Jahr 1835, als drei Berliner Studenten (Karl Hartlaub, Alexander Keyserling und Alexander Blasius), die durch eine Vorlesung des Hochschullehrers Carl Ritter inspiriert worden waren. Sie reisten in die Tatra durch Polen zu Fuß und gingen am 22. September 1835 mit örtlichen Bergführern hinauf zum Berg, konnten aber nicht den Gipfel erreichen, weil sie den schmalen und vereisten nordöstlichen Grat Ľadový kôň (deutsch Steinernes Ross) nicht überwinden konnten. Der erste erfolgreiche Aufstieg über die Rinne Suchý žľab (deutsch Dürres Kar) wurde im Sommer 1843 von dem Iren John Ball sowie Wilhelm Richter in Begleitung eines namentlich nicht näher bekannten ungarischen Malers und eines einheimischen Bergführer vorgenommen. Auch Ritter war Teil dieser Gruppe, kehrte aber auf dem halben Weg zurück. Als erster konnte Franz Dénes mit einem Träger den Gipfel über den Ľadový kôň am 20. August 1876  Die erste Winterbesteigung gelang Theodor Wundt mit dem Führer Jakob Horvay am 28. Dezember 1891.

## Tourismus
Von Starý Smokovec führt eine grüne Wandermarkierung durch das Tal Malá Studená dolina vorbei an den Berghütten Zamkovského chata (früher Nálepkova chata) und Téryho chata (2015 m n.m.) zum Wandfuß der Eistaler Spitze. Zum Gipfel führt kein Wanderweg und ist somit nur für Mitglieder alpiner Vereine oder mit einem Bergführer zugänglich.